# Témoin avec sursis
Pour l’article homonyme, voir Témoins en sursis.
Témoin en sursis (Silence) est un téléfilm américain réalisé par Tom Whitus, sorti Direct-to-video le 19 août 2003 puis diffusé le 2 mai 2005 sur Lifetime.

## Fiche technique
- Titre original : Silence
- Titre diffusion télé : The Only Witness
- Réalisation et scénario : Tom Whitus
- Société de production : Waldo West Productions
- Pays : États-Unis
- Durée : 90 minutes

## Distribution
- Kristy Swanson : le docteur Julia Craig
- Vincent Spano : le détective Steve Banks
- Bruce Boxleitner : l'agent Preston
- Daveigh Chase : Rachel Pressman
- Donna Thomason : Kate Sanders
- Walter Coppage : Lieutenant Seaver
- Timothy Patrick Klein : Billy Sparks
- Jim Petersmith : Vincent